# Улица Матрожу (Рига)
Улица Ма́трожу (латыш. Matrožu iela) — улица в Курземском районе города Риги, в историческом районе Кипсала. Пролегает в направлении с юга на север, от улицы Тиклу практически до северной оконечности острова Кипсала.
Длина улицы Матрожу составляет 959 метров. Первые 700 метров улицы асфальтированы, следующие 100 метров покрыты гравием, а дальняя тупиковая часть улицы покрытия не имеет. Движение двустороннее. По улице пролегает маршрут городского автобуса № 57, здесь же находится его конечная остановка.

## История
Впервые показана на плане города 1876 года как улица без названия. В 1881 году получила своё нынешнее название (рус. Матросская улица, нем. Matrosenstrasse), которое никогда не изменялось.
До Второй мировой войны застройка улицы Матрожу доходила только до улицы Лочу, поскольку дальняя часть улицы была расположена в затопляемой низине, позднее засыпанной. В настоящее время улица застроена офисными и складскими зданиями, есть также несколько жилых домов.

## Примечательные объекты

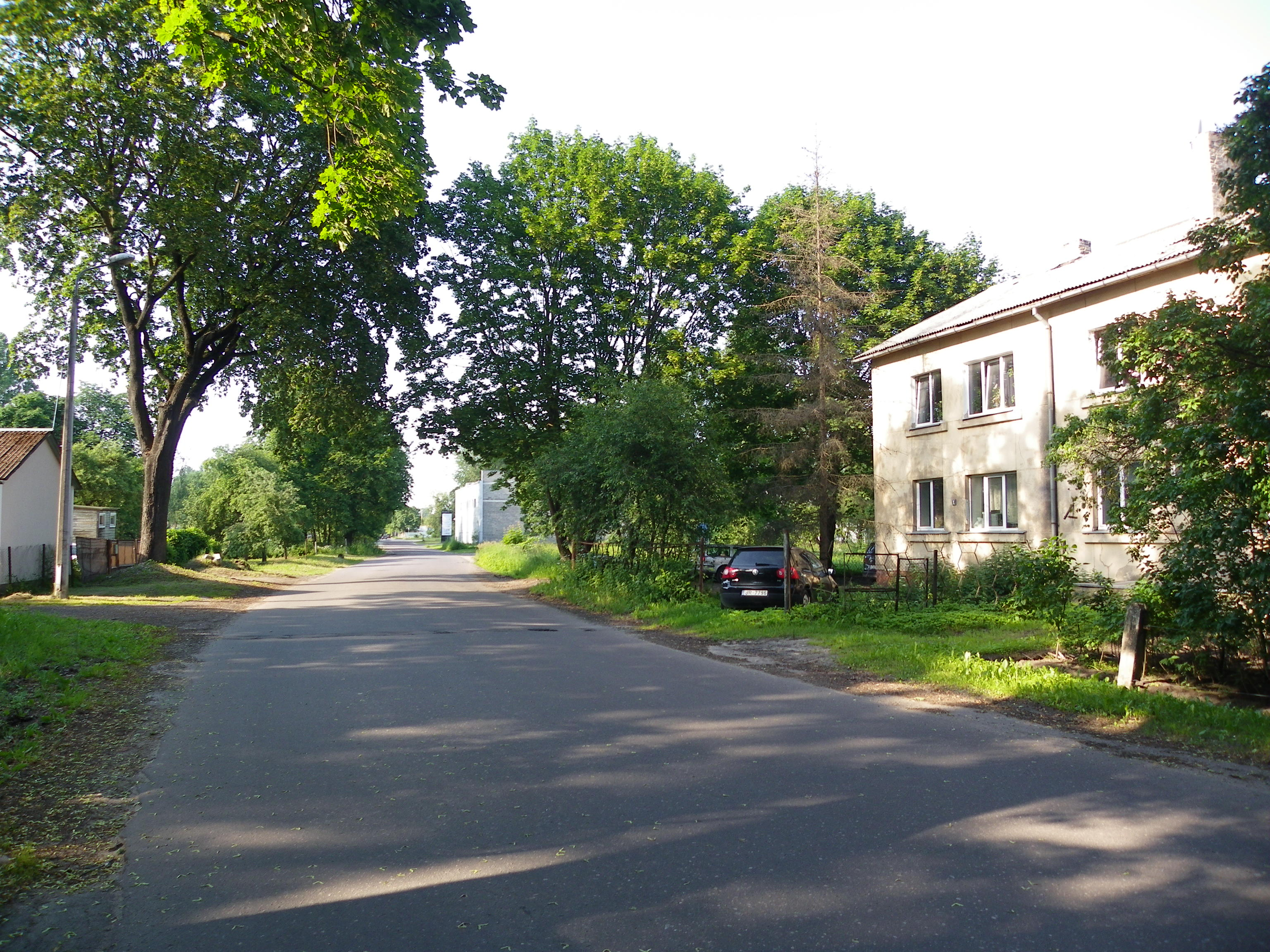
Вид от начала улицы

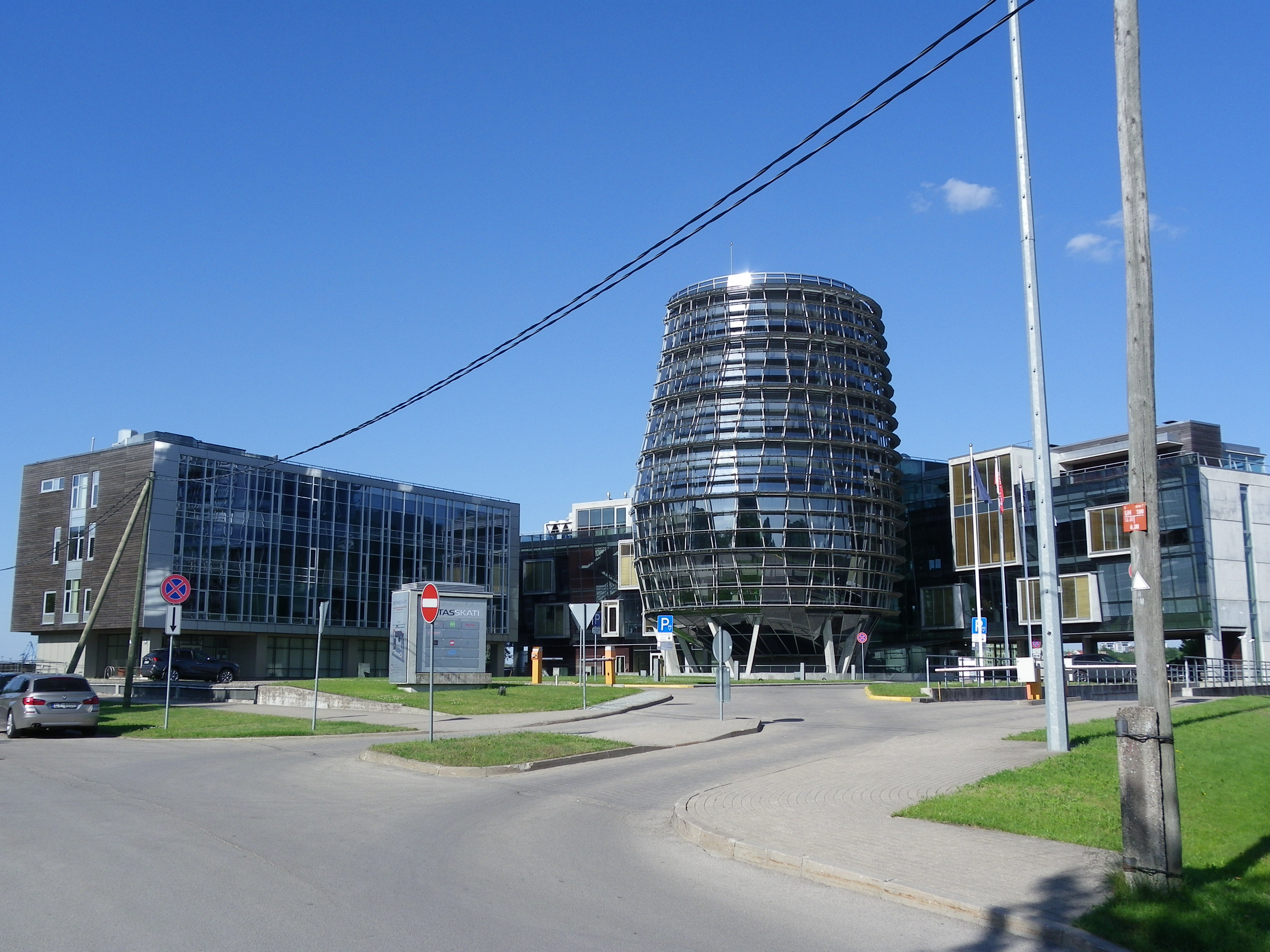
Дом № 15, «Ostas skati»

- На берегу Даугавы, недалеко от северной оконечности Кипсалы, в 2007 году построен современный офисный центр «Ostas skati» с рестораном и яхт-клубом (дом № 15), проект которого в 2007 году был признан лучшим проектом офисного здания в Латвии[5]. Здесь арендуют помещения несколько десятков латвийских фирм[6], в том числе популярный интернет-портал и почтовый сервис Inbox.lv.
- На незастроенных участках улицы в тёплое время года действуют кемпинги[7][8].
- Упоминаемое в некоторых источниках историческое здание с адресом ул. Матрожу, 4/6[9] в результате адресной реформы сегодня относится к улице Роньсалас.

## Прилегающие улицы
Улица Матрожу пересекается со следующими улицами:
- улица Тиклу
- улица Лочу
- улица Роньсалас
- улица Оглю